# Logika odkrycia naukowego
Logika odkrycia naukowego – książka wiedeńskiego profesora logiki i metodologii nauk i doktora psychologii, Karla Poppera, wydana w roku 1934, zawierająca nowatorskie jak na swoje czasy propozycje metodologiczne.
Jest to jedna z najważniejszych prac dotyczących filozofii nauki.

## Tematyka
Popper w opozycji do filozofów Koła Wiedeńskiego wysuwa hipotezę o nieracjonalności indukcji jako metody naukowej. Uznanie tej metody wnioskowania za racjonalną wymagałoby uprawomocnienia zasady, według której przebiega. Jednakże zasada indukcji nie stanowi tautologii, nie jest też zdaniem analitycznym, aby ją więc uzasadnić, należałoby pokazać indukcyjnie, jak funkcjonuje w danych przypadkach. Stwarza to błędne koło.
Popper uznaje dedukcję za racjonalny odpowiednik indukcji. Biorąc pod uwagę naukowy punkt widzenia, geneza hipotez generowanych na podstawie dedukcji jest nieistotna (antypsychologizm), to powody, dla których uznajemy je za naukowe są ważne. Tutaj Popper proponuje wykorzystać metodę falsyfikacji:
1. Propozycja ogólnej hipotezy.
2. Wydedukowanie z niej szczegółowych zdań empirycznych, tzw. zdań bazowych.
3. Doświadczalne sprawdzenie, czy zdania pokrywają się z rzeczywistością.

Hipotezę należy odrzucić, gdy zdania z niej wynikające okażą się fałszywe. W innym przypadku można tymczasowo uznać hipotezę za sprawdzoną oraz przyjąć jako naukową, co jednak nie zwalnia z przeprowadzania dalszych, surowszych jej prób.
Popper jako najcenniejsze widzi hipotezy ryzykowne, które poprzez precyzję obejmują szeroki zakres rzeczywistości. Nie nadaje im to jednak cech pewności – ostatecznym celem nauki jest bowiem eliminacja fałszu.
Popperowski model opisuje logikę, charakteryzującą naukę w sposób synchroniczny, wyznaczającą determinanty w jej rozwoju. Jest to model racjonalistyczny i autonomiczny, niezależny od zewnętrznych czynników socjologicznych, historycznych oraz psychologicznych.